# South Eliot
South Eliot es un lugar designado por el censo ubicado en el condado de York en el estado estadounidense de Maine. En el Censo de 2010 tenía una población de 3.550 habitantes y una densidad poblacional de 180,16 personas por km².

## Geografía
South Eliot se encuentra ubicado en las coordenadas 43°8′6″N 70°47′35″O / 43.13500, -70.79306. Según la Oficina del Censo de los Estados Unidos, South Eliot tiene una superficie total de 19.7 km², de la cual 18.63 km² corresponden a tierra firme y (5.47%) 1.08 km² es agua.

## Demografía
Según el censo de 2010, había 3.550 personas residiendo en South Eliot. La densidad de población era de 180,16 hab./km². De los 3.550 habitantes, South Eliot estaba compuesto por el 96.54% blancos, el 1.01% eran afroamericanos, el 0.11% eran amerindios, el 0.54% eran asiáticos, el 0.03% eran isleños del Pacífico, el 0.23% eran de otras razas y el 1.55% pertenecían a dos o más razas. Del total de la población el 1.15% eran hispanos o latinos de cualquier raza.